# Laurence Binyon

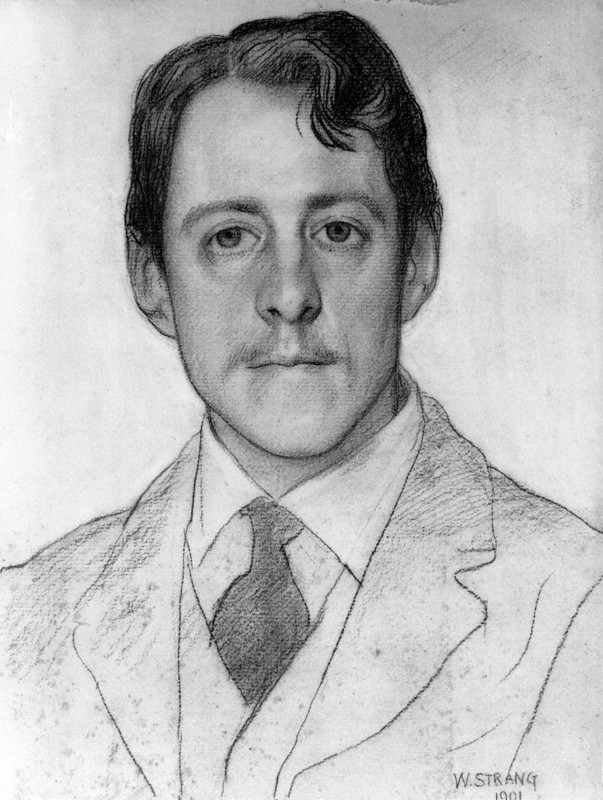
Binyon, porträtiert von William Strang im Jahr 1901

Robert Laurence Binyon (* 10. August 1869 in Lancaster; † 10. März 1943 in Reading) war ein englischer Dichter, Dramatiker und Kunsthistoriker.

## Leben
Binyon war der Sohn von Frederick Binyon (ein Minister und Geistlicher) und dessen Frau Mary (geborene Dockray), einer Tochter von Robert Benson Dockray. Nach seinem Schulabschluss an der St Paul’s School studierte er Klassische Altertumswissenschaft am Trinity College der University of Oxford. 1890 machte er einen ersten Abschluss in Honour Moderations in Classics, 1892 den Studienabschluss in Literae humaniores. Anschließend bekam er 1893 eine Anstellung in einer Abteilung für gedruckte Literatur im British Museum in London. 1895 wurde in die Abteilung für Drucke und Zeichnungen übernommen. Dort erstellte er wissenschaftliche Kataloge für das Museum und Monographien im Bereich der Kunst. Sein erstes Werk über Malerei erschien 1895. Es folgten Werke zu William Blake oder zur japanischen und chinesischen Kunst. Binyon blieb bis 1933 Konservator am Department of Prints and Drawings. Im Jahr 1904 heiratete er Cicely Margaret Powell. 1913 wurde er Leiter der neu gegründeten Abteilung für orientalische Drucke und Zeichnungen.
Während des Ersten Weltkrieges war er freiwilliger Helfer beim Roten Kreuz und unterstützte als Ordonnanz 1916 verwundete Soldaten. In seinem Gedicht For the Fallen (1914) erinnert er an die englischen Soldaten dieses Krieges. 1933 zog er sich aus dem Museumsbetrieb zurück und wurde 1933/34 Norton Professor of Poetry an der Harvard University. Er hatte eine Tochter Nicolete Mary Binyon (1911–1997, auch bekannt als Nicolete Gray).

## Schriften (Auswahl)
- Persephone; the Newdigate poem. Blackwell, Oxford 1890 (archive.org).
- Dutch etchers of the seventeenth century. Seeley & Co., London 1895, OCLC 1088892922.
- Paris and Œnone. A Tragedy in One Act. Constable & Co., London 1906 (Digitalisat im Internet Archive)
- Japanische Kunst: Die Kano-Schule. Internat. Verlagsanst. f. Kunst u. Lit., Berlin 1910, OCLC 252061441.
- The drawings and engravings of William Blake. The Studio, London 1922 (archive.org).